# DDR-Frauenbewegung
Die Frauenbewegung in der DDR entwickelte sich in den 1980er Jahren durch eine Vielzahl staatsunabhängiger Frauen- und Lesbengruppen, die sich unter anderem im Schutzraum der evangelischen Kirche organisierten. Neben diesen oppositionellen Gruppen spielte auch der Demokratische Frauenbund Deutschlands (DFD) eine Rolle im staatssozialistischen System und war im Präsidium der Nationalen Front vertreten.

## Historischer Hintergrund
Nach dem Zweiten Weltkrieg wurde am 8. März 1947 der Demokratische Frauenbund Deutschlands (DFD) gegründet. Er ging aus antifaschistischen Frauenausschüssen hervor und war nach der Gründung der DDR am 7. Oktober 1949 sowohl in Ost- als auch Westdeutschland aktiv. In der Bundesrepublik wurde der DFD 1957 wegen seiner Nähe zur DDR als verfassungswidrig verboten, während sich der DFD in der DDR zunehmend zu einer staatsnahen Organisation unter Kontrolle der Sozialistischen Einheitspartei Deutschlands (SED) entwickelte.
Trotz formaler Gleichberechtigung, unter anderem durch Artikel 7 und 18 der DDR-Verfassung von 1949, „bl[ie]ben [ ] Frauen im sozialistischen Partei- und Staatsapparat unterrepräsentiert“.
Der DFD wandte sich in den 1970er Jahren zunehmend von der Vertretung werktätiger Frauen ab und förderte verstärkt die gesellschaftliche Anerkennung häuslicher Arbeit.

## Frauen- und Lesbengruppen
In den 1980er Jahren entwickelte sich eine staatsferne Frauenbewegung in der DDR. 
Ausgelöst durch den NATO-Doppelbeschluss von 1979 und die Antwort der DDR-Regierung mit einer verstärkten Militarisierung – etwa durch Wehrkundeunterricht und Diskussionen über die Einführung der Wehrpflicht für Frauen – gründeten sich pazifistische Frauengruppen.
Die 1982 gegründete Gruppe Frauen für den Frieden (FfF), sprach sich öffentlich gegen das Wehrdienstgesetz aus und richtete eine Eingabe an Erich Honecker, während die Treffen der FfF im Geheimen stattfinden mussten, um staatlicher Repression zu entgehen.
Aufgrund negativer Erfahrungen in gemischten Gruppen entschieden sich die FfF, ausschließlich weibliche Mitglieder aufzunehmen, um eine gleichberechtigtere Kommunikation zu ermöglichen. Diese Selbstorganisation führte zu einem breiten Netzwerk von Frauengruppen in der DDR – Themenabende, Diskussionen, Demonstrationen und Zeitschriftenarbeit prägten ihre politische Arbeit. Dabei standen zunächst friedenspolitische Anliegen im Vordergrund; im Laufe der Zeit kamen Forderungen nach Gleichstellung, Menschenrechten und Rechten für homosexuelle Menschen hinzu.

## Rolle der evangelischen Kirche
Die evangelische Kirche in der DDR spielte eine zentrale Rolle bei der Gründung und dem Schutz unabhängiger Frauen- und insbesondere von Lesbengruppen.
Durch die eingeschränkte Versammlungsfreiheit für staatsferne Gruppen, bot die Kirche ab 1978 einen Raum für Organisation und Austausch. Ab 1982 entstanden unter ihrem Dach zahlreiche Lesbengruppen, die sich zunächst gemeinsam mit schwulen Männern für die Rechte homosexueller Menschen einsetzten.
Aufgrund struktureller Benachteiligung innerhalb dieser Zusammenarbeit organisierten sich lesbische Frauen eigenständig und gingen mit ihren Anliegen vermehrt an die Öffentlichkeit.

## Frauenbild und Gleichstellungspolitik
Die vom DDR-Staat propagierte Emanzipation der Frau, versprach die Gleichberechtigung von Frauen in der sozialistischen Gesellschaft. Die weibliche Integration in den Arbeitsmarkt wurde durch staatliche Kinderbetreuung, Mutterschutz und rechtliche Gleichstellung gefördert.
Artikel 18 der DDR-Verfassung sicherte gleichen Lohn bei gleicher Arbeit und einen besonderen Schutz von Frauen im Arbeitsverhältnis.
Trotz dieser Maßnahmen blieb die tatsächliche Gleichstellung unvollständig: Haus- und Reproduktionsarbeit wurde gesellschaftlich abgewertet und Frauen erlebten eine Doppelbelastung durch Berufstätigkeit und unbezahlte Hausarbeit, während die staatliche Unterstützung – etwa in Form von Wochenkrippen – von vielen als unzureichend empfunden wurde.

## Zentrale Forderungen
Die unabhängige Frauenbewegung in der DDR formulierte eine Vielzahl von Forderungen und zielte auf tiefgreifende gesellschaftliche Veränderungen: 

### Pazifismus
Frauengruppen wie Frauen für den Frieden forderten ein Ende der Militarisierung der Gesellschaft. Insbesondere forderten sie den Verzicht auf Wehrkundeunterricht und auf die Einführung der Wehrpflicht für Frauen in die Nationale Volksarmee.

### Schutz marginalisierter Gruppen
Lesbische Frauen setzten sich für die Sichtbarkeit und Akzeptanz ihrer Homosexualität ein, indem sie die Entkriminalisierung homosexueller Beziehungen sowie der Schutz vor Diskriminierung als grundlegende Menschenrechte einforderten.

### Reform traditioneller Geschlechterrollen
Die Bewegung wandte sich gegen das traditionelle Geschlechterbild, das trotz offizieller Gleichstellungspolitik in vielen gesellschaftlichen Bereichen weiterexistierte. Vor allem in Bezug auf die weibliche Doppelbelastung kritisierte die Bewegung die mangelnde Wertschätzung für Haus- und Reproduktionsarbeit.